# 小林良彰 (経済学者)
小林 良彰（こばやし よしあき、1932年2月23日 - ）は、日本の経済学者。専門は西洋経済史。

## 来歴
兵庫県神戸市出身。1956年、東京大学文学部西洋史学科卒業後、高等学校の教師となるが、後に並行して大阪大学大学院経済学研究科で経済政策を学んだ。同研究科で1968年修士号取得後、同志社大学講師となり、後に同志社大学商学部助教授・教授を経て、日本大学経済学部教授を務めた。
経済史の視点からフランス革命を研究したことで知られており、フランス革命・経済史関連の著作も多い。

## 主な著作
- 「明治維新の考え方」（三一書房）
- 「フランス革命の経済構造」（千倉書房）
- 「欧米大学レポート」（三一書房）
- 「西洋経済史の論争と成果」（三一書房）
- 「明治維新とフランス革命」（三一書房）
- 「高校世界史におけるフランス革命論批判」（三一書房）
- 「昭和経済史 激動の64年を考察する」（ソーテック社）
- 「経済史としてのフランス革命」（風間書房）
- 「フランス絶対主義と市民革命」（風間書房）